# 알리아 사버
알리아 사버(Alia Sabur)는 세계 최연소 교수인 전 건국대학교 교수이다.